# BCD-Code
| Codetabelle     | Codetabelle          | Codetabelle  |
| Dezimal- ziffer | 8-4-2-1-BCD- kodiert | HEX- kodiert |
| --------------- | -------------------- | ------------ |
| 0               | 0 0 0 0              | 0            |
| 1               | 0 0 0 1              | 1            |
| 2               | 0 0 1 0              | 2            |
| 3               | 0 0 1 1              | 3            |
| 4               | 0 1 0 0              | 4            |
| 5               | 0 1 0 1              | 5            |
| 6               | 0 1 1 0              | 6            |
| 7               | 0 1 1 1              | 7            |
| 8               | 1 0 0 0              | 8            |
| 9               | 1 0 0 1              | 9            |

Codetafel: 8-4-2-1-BCD-Code (die grauen Felder zeigen die Pseudotetraden und gehören nicht mehr dazu)

BCD-Code steht im Englischen für binary-coded decimal, also dualkodierte Dezimalziffer. Dabei wird jede dezimale Ziffer 0 bis 9 durch jeweils vier Bit dargestellt (0000 bis 1001, siehe Codetabelle), also in einem Halbbyte (Nibble). Eine andere Bezeichnung ist 8-4-2-1-BCD-Code. Die Ziffernfolge 8-4-2-1 steht dabei für die Werte der Stellen in einer dualkodierten Dezimalziffer. In einigen Fällen wird mit BCD die allgemeine Binärkodierung einzelner Dezimalziffern bezeichnet (siehe weiter unten). Der BCD-Code sollte nicht mit dem BCD-Zählcode verwechselt werden.

## Kodierung
Um eine Zahl als 8-4-2-1-BCD-Zahl darzustellen, wird jede dezimale Ziffer (0 bis 9) durch jeweils vier Bit dargestellt (0000 bis 1001, siehe Codetabelle), also in einem Halbbyte (Nibble).
Die verbleibenden sechs Werte (10102 bis 11112), die mit vier Bit darstellbar sind, stellen keine gültigen BCD-Zahlen dar und werden auch als Pseudotetraden bezeichnet.
Zur Kodierung von Zahlen mit mehr als einer Dezimalziffer werden die BCD-Darstellungen der einzelnen Ziffern hintereinander gesetzt (z. B. wird die Zahl 2687 als 0010 0110 1000 0111 dargestellt). Mit einem Byte (8 Bit) können zwei Dezimalziffern dargestellt werden. Werden die 4 Bits einer BCD-Zahl jeweils in den niederwertigen Bits kodiert und die restlichen 4 Bits mit Nullen aufgefüllt, so spricht man von einer ungepackten BCD-Zahl. Werden beide Hälften eines Bytes mit je einer BCD-Zahl belegt, so nennt man dies entsprechend eine gepackte BCD-Zahl.
Die Zahl 10 ist die kleinste Zahl, die binär (0000 1010) und BCD (0001 0000) unterschiedlich kodiert wird.
Da in hexadezimaler Darstellung vier Bit einer Ziffer entsprechen, sind BCD-kodierte Zahlen in hexadezimaler Schreibweise direkt visuell ablesbar. Dies gilt auch für mehrstellige Zahlen.
Die Darstellung von vorzeichenbehafteten Zahlen erfordert ein weiteres separates Bit, wenn der kodierte Bereich für negative und positive Zahlen gleich sein soll.
Mit 16 Bit sind dadurch nur noch 3 Stellen kodierbar (−999 bis +999), weil für die 4. Stelle keine 4 Bit mehr zur Verfügung stehen.
Kodierungen durch Pseudotetraden sind nur möglich, wenn der Darstellungsbereich asymmetrisch ist (z. B. −09,99 °C bis +99,99 °C) oder wenn die höchstwertige Ziffer maximal den Wert 7 annehmen kann (z. B. −199,9 °C bis +199,9 °C).

## Anwendung
BCD-Arithmetik wird heutzutage nur noch selten angewendet, da sie den Speicher verschwenderisch nutzt und gegenüber 32-bit-Gleitkommazahlen nur wenige Vorteile liefert. Allerdings wird sie überwiegend im Finanzwesen aus Tradition und auch aus Unwissenheit heraus weiter verwendet. Eine Darstellung von Salden und Transaktionen mit möglichen Rundungsfehlern und Denormalen sowie mit nur 7 signifikanten Stellen ist aus offensichtlichen Gründen unerwünscht. Insbesondere bei großen Buchungen oder Salden würde hierdurch regelmäßig Geld "verschwinden". Ab einem gewissen Vermögen wäre es technisch gar nicht mehr möglich, normale Geldbeträge zu empfangen. Die BCD-Darstellung umgeht dieses Problem. Jedoch wäre die seit vielen Jahren als Bibliothek verfügbare und mittlerweile voll in Hardware unterstützte 64/128-bit Ganzzahl-Arithmetik im Vergleich zu BCD eine deutlich effizientere Lösung. Ein 64-bit Register vermag das Zehnfache des gesamten Weltvermögens in Tausendstel-Auflösung darzustellen, Überläufe sind spätestens bei einer 128-Bit Zahl nicht mehr realistisch. Auch in Teilen der Wissenschaft wird gelegentlich noch BCD verwendet, wenn die Korrektheit aller Dezimalstellen oder eine strikt deterministische Berechnung (die gleichen Operationen mit der gleichen Eingabe erzeugen stets die gleiche Ausgabe) benötigt wird. Diese ist z. B. bei 32-bit oder 64-bit Gleitkommazahlen auf einer weit verbreiteten Prozessorplatform nicht gegeben (80 Bit Rechenregister, 32/64 Bit Speicher). Auch hier gäbe es deutlich elegantere und effizientere Lösungen mit sehr guter Bibliotheks- und Hardwareunterstützung. Dennoch verwendet man oft weiter u. a. das Densely Packed Decimal Encoding, das auf einigen Großrechnern auch direkt von der Hardware unterstützt wird, aber über Software-Bibliotheken auch auf anderen Rechnern verfügbar ist, bis hinunter zu modernen technisch-wissenschaftlichen Taschenrechnern. Außerdem wird die BCD-Codierung noch für Uhren eingesetzt, unter anderem codiert DCF77 seit 1973 die gesetzliche Zeit in BCD-Kodierung mit Paritätsprüfung. Das Märchen vom Weltuntergang zum Jahreswechsel 1999/2000 basierte auf der irrigen Vorstellung, Computer würden das Datum in zweistelliger BCD-Form speichern, was zur Jahrtausendwende zum Überlauf und zur unweigerlichen Katastrophe führen würde.
BCD-Arithmetik stammt aus Zeiten, in denen man den Aufwand der Wandlung zwischen interner Repräsentation und externer Darstellung gering halten wollte. Die fehlenden Rundungsfehler der Darstellung von Dezimalzahlen kann man durch Gleitkommazahlen mit Basis-10-Exponent oder durch Festkommazahlen mit Basis-10-Exponent genauso erreichen. Die Verarbeitungsgeschwindigkeit dieser Darstellung ist für heutige Prozessoren um 2 bis 2 1/2 Größenordnungen höher als die der BCD-Darstellung.
Die Zahl wird dazu nicht in der Form M · 2E, sondern in der Form M · 10E gespeichert. M ist die (ganzzahlige) Mantisse und E ist der Exponent. Beide werden binär abgespeichert, für kaufmännische Probleme ist E ohnehin meist fest und beträgt −2 (die meisten Rechnungen) oder −4 (Telefonrechnungen).
In Rechenwerken wird der BCD-Code wenig eingesetzt, weil Schaltungen, die mit BCD-Zahlen rechnen, erheblich mehr Schaltglieder (Gatter) benötigen als Schaltungen, die mit Dualzahlen arbeiten. Der Code findet jedoch gelegentlich in Steuerungssystemen, zum Beispiel zur Ansteuerung von LCD- oder LED-Zahlendisplays, sowie dem Versenden von SMS-Nachrichten im sogenannten PDU-Format, Anwendung.
Heutige Prozessoren haben entweder keinerlei Unterstützung von BCD-Arithmetik mehr oder diese ist auf dem Stand von 8-Bit-Prozessoren stehengeblieben (d. h., es werden 8-Bit-Addition und 8-Bit-Subtraktion unterstützt) und ist mittlerweile fast unvorstellbar langsam (bis 71 Takte Latenz). Es gab aber Prozessoren mit umfangreicher Unterstützung von BCD-Arithmetik (z. B. der Sharp SC61860 im Sharp PC-1401 oder die HP-Saturn-Prozessorfamilie, die in Taschenrechnern der HP 32/39/40/42/48/49/50-Serien bis ins Jahr 2015 Verwendung fand). Der Prozessor der gesamten HP-Serie 80 beinhaltete ebenfalls eine umfangreiche BCD-Unterstützung. Sämtliche arithmetische Berechnungen wurden in BCD durchgeführt. Die Technologie des Prozessors bildete die Grundlage für die Saturn-Taschenrechner-CPUs. Auch Intel-x86-Prozessoren besitzen im 16-Bit- und 32-Bit-Modus Befehle für Berechnungen im BCD-Format, über die mit Geschick auch viele andere sonst sperrig zu implementierende Bitmanipulationen durchgeführt werden können. Im 64-Bit-Modus unterstützen Intel-Prozessoren hingegen keinen einzigen Befehl zur BCD-Arithmetik mehr. Es gibt einen Befehl zur Wandlung von 80-Bit-BCD in 80-Bit-double extended (FBLD [mem80]). Die eigentlichen Berechnungen werden immer im Binärsystem durchgeführt.
Des Weiteren wird der BCD-Code benutzt, um die Uhrzeit im DCF77-Signal zu kodieren.
Digitaluhren laufen im Innern im BCD-Code. Gegenüber Binärzählern sind keine weiteren Gatter notwendig. Die Umwandlung des Zählerstandes mittels LC-Display ist aber deutlich einfacher.
Einige AD-Umsetzer liefern ihr Messergebnis direkt als BCD-Zahl ab.
Die 3GPP Standards für Mobilfunknetze sehen für die Rufnummer (Dialling Number/SCC String) einen BCD-codierten Bereich von 10 Bytes vor. Die Pseudotetraden werden dabei teilweise mitverwendet: 1010 (*), 1011(#), 1100 (A), 1101 (B), 1110 (C), 1111 (D). Das „D“ kodiert dabei nicht im Wählalphabet, sondern bezeichnet abhängig vom Kontext eine Endemarkierung oder ist ein Platzhalter für mehrere Nummern. Hierin unterscheidet sich der Mobilfunk von vorherigen Anwendungen mit Mehrfrequenzwahlverfahren an Nebenstellenanlagen, wo es die Kurzwahl einleitete. Im Rahmen von USSD-Codes sind Stern- und Rautetasten in der Verwendung vorgegeben.

## Andere BCD-Codes
Neben der oben beschriebenen 8-4-2-1-Codierung, welche auch als Natural Binary-Coded Decimal (NBCD) bezeichnet wird, gibt es eine ganze Reihe weiterer Codierungen für BCD-Zahlen. Beispielsweise sind noch der 1-aus-10-Code, 2-aus-5-Code, 5-4-2-1-Code sowie der 2-4-2-1-Code (auch Aiken-Code), Exzess-3-Code sowie der Gray-Code gebräuchlich. Diese unterscheiden sich, wie zum Teil in der Bezeichnung erkennbar ist, in der Stellenwertigkeit der einzelnen Bits.
Der 1-aus-10-Code und der 2-aus-5-Code dienen in erster Linie zur Fehleranalyse.
Mit Hilfe der Chen-Ho-Kodierung oder der Densely-Packed-Decimal-Kodierung lassen sich 3 Dezimalziffern durch 10 Bits anstelle von 12 Bits kodieren. Dies bietet eine 20 % bessere Effizienz, weil es bei 1024 Möglichkeiten nur 24 ungenutzte Codeworte gibt.